# Rapport Acheson-Lilienthal
Le rapport Acheson-Lilienthal est un rapport sur le contrôle international de l'énergie atomique corédigé par Dean Acheson et David E. Lilienthal en 1946. Ce document important au début des années de guerre froide visait à étudier les moyens permettant un contrôle international des armes nucléaires afin de prévenir tout conflit de ce type.

## Contexte
Dans l'immédiat après guerre, les États-Unis étaient divisés entre deux courants d'opinion.
Le premier était soutenu par le secrétaire d'État à la guerre, Henry Stimson. Ce dernier considérait que les informations sur la bombe atomique étaient de nature scientifique et que le gouvernement des États-Unis ne pouvait pas en conserver éternellement le monopole. Il estimait que maintenir ce monopole tout en négociant un traité de non-prolifération avec l'Union soviétique aurait l'effet inverse recherché. L'URSS n'aurait de cesse à développer sa propre arme pour rétablir l'équilibre des pouvoirs.
L'autre courant était représenté par le secrétaire d'État, James Byrnes. Il estimait que le monopole dû à l'avance scientifique et technologique des États-Unis ne devait être remis en cause. À son avis, l'Union soviétique n'était sensible qu'à la force, et celle-ci ne pouvait être maintenue que par la prépondérance des armes nucléaires.
Le président Harry Truman était partagé entre ces deux positions. Il se méfiait de l'Union soviétique, mais ne voulait pas déclencher des réactions négatives de leur part. Il continua à tenir la balance équilibrée entre les deux courants. Aussi lorsque Stimson démissionna en septembre 1945, Truman confia à Acheson le soin d'étudier l'approche pacifiste.
La Commission des Nations unies pour le contrôle de l'énergie atomique avait été créée le 24 janvier 1946 avec l'approbation des États-Unis et de l'Union soviétique. Il restait aux États-Unis de choisir laquelle des deux approches devait fonder sa politique vis-à-vis de la Commission. Ce fut le rôle du Comité Acheson.
Acheson s'entoure des scientifiques James Conant et Vannevar Bush, du juriste John McCloy, et du général Leslie Groves, officier responsable du projet Manhattan. Il fait appel aussi comme consultants à David Lilienthal, le très respecté président de la Tennessee Valley Authority, et à Robert Oppenheimer, responsable scientifique du projet Manhattan. C'est Oppenheimer qui suggèrera l'idée de contrôler la production des armes atomiques par la gestion internationale des ressources d'uranium.

## Contenu
Le 16 mars 1946, le rapport Acheson-Lilienthal est remis au Département d'État. Il est rendu public le 28 mars. Le rapport juge inenvisageable le contrôle de l'énergie atomique aux moyens d'inspections sur le terrain, d'opérations de police et de mesures de représailles. A la place, il propose que tous les matériaux fissiles soient détenus et gérés par un organisme international l'Autorité du développement atomique qui délivrerait aux États les quantités strictement nécessaires au développement des utilisations pacifiques de l'atome.
Il était alors admis que la principale difficulté pour un État candidat à l'arme nucléaire était l'acquisition en quantité suffisante de matériaux fissiles. Le rapport entendait donc contrôler à la source la production des mines d'uranium et de thorium, considérées comme propriété internationale.
En outre le rapport proposait que les États-Unis abandonnent le monopole du savoir-faire en échange de l'engagement de l'Union soviétique de ne pas s'engager dans la production d'armes nucléaires. Il est clair que ce point était très controversé. Si Truman a accepté l'idée générale du rapport, il confia à Bernard Baruch le soin d'en faire la déclinaison concrète auprès de la Commission des Nations unies. Ce dernier y introduisit des demandes de sanctions en cas de violation des accords sans que les membres permanents du Conseil de sécurité puissent y opposer leur veto. De même les inspections sur le terrain étaient proposées. Il s'agissait de prescriptions qu'Acheson et Lilienthal avaient écarté. Dans ces conditions, personne ne fut surpris du rejet du projet par l'URSS.
L'échec du rapport Acheson-Lilienthal est perçu comme un élément important, sinon décisif, dans le déclenchement de la guerre froide. Il s'est ensuivi la course aux armements nucléaires. À l'époque du rapport, l'URSS travaillait au développement de sa première bombe nucléaire, mais ce n'est qu'en 1949 qu'elle aboutit avec succès.